# Tino di Camaino

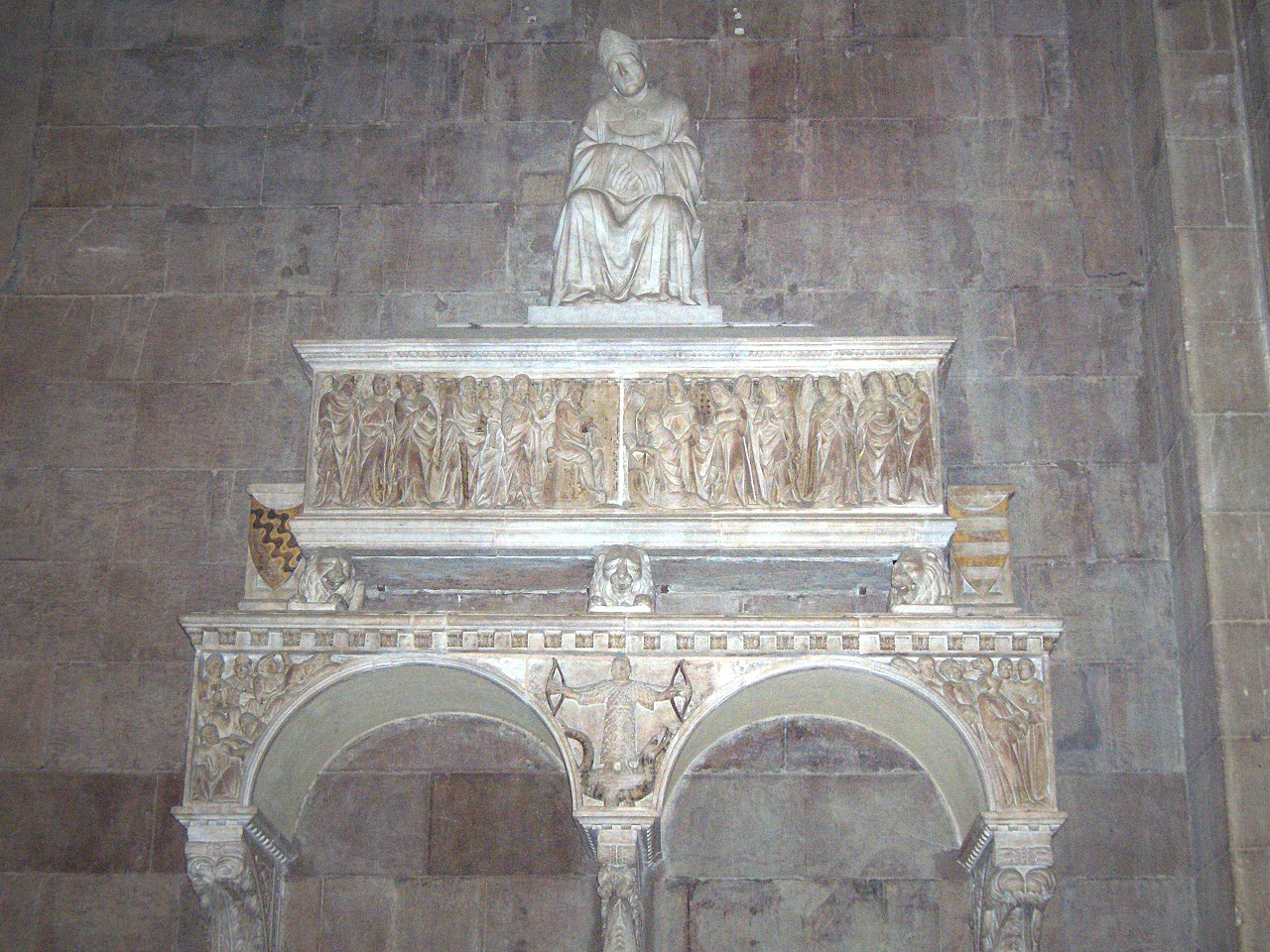
Grabmonument für Bischof Orso im Dom Santa Maria del Fiore von Florenz

Tino di Camaino (* um 1286 in Siena; † 1337 in Neapel) war ein italienischer Bildhauer und Architekt der Spätgotik.

## Leben
Tino di Camaino war Sohn des sienesischen Architekten Camaino di Crescentino, der zwischen 1299 und 1325 als Baumeister am Dom von Siena arbeitete, und ein Schüler von Giovanni Pisano. Diesen unterstützte er bei der Fassadengestaltung des Doms von Siena, möglicherweise auch bei der Kanzel von Sant’Andrea in Pistoia. 1311 folgte er ihm nach Pisa, wo Giovanni Pisano die Bauleitung für den Dom übertragen bekam. In dieser Zeit schuf er die Grabmal für Kaiser Heinrich VII. (1315). 1317 schuf er das Grab des Kardinals Petroni im Dom von Siena, wo er vermutlich bis 1320 Dombaumeister war, bevor er für drei Jahre nach Florenz ging. Dort haben sich nur Fragmente seiner Arbeit erhalten, Teile einer Taufe Christi, die einmal über dem Portal zum Baptisterium stand und für die Grabmonumente des Patriarchen von Aquileia, Gastone della Torre, und dem Bischof von Florenz, Antonio d’Orso, dessen sitzende (statt liegende) Figur John Pope-Hennessy als einen der erinnerungswürdigsten Anblicke des 14. Jahrhunderts heraushebt. 1323/24 wurde er vom Königshaus Anjou nach Neapel berufen, wo er bis zu seinem Lebensende 1337 blieb. Neben der Ausführung der königlichen Grabmäler in Santa Maria Donna Regina, San Lorenzo Maggiore, San Domenico Maggiore und Santa Chiara (u. a. das der Königin Maria von Ungarn 1325) wurden ihm dort auch städtebauliche Aufgaben übertragen. Hervorzuheben sind die Kartause sowie die Umgestaltung der Außenanlagen des Castel Nuovo. 